# Hünenbett im Klecker Wald
Das Hünenbett im Klecker Wald (auch als Salongrab bezeichnet) ist ein Großsteingrab der Jungsteinzeit in der Gemeinde Rosengarten im Landkreis Harburg, das sich am Rande der Ortschaft Klecken im Klecker Wald nördlich der Lüneburger Heide befindet. Der Ort Jesteburg liegt vier Kilometer südlich vom Großsteingrab. Das Ganggrab mit der Sprockhoff-Nummer 675 entstand zwischen 3500 und 2800 v. Chr. als Megalithanlage der Trichterbecherkultur (TBK). Neolithische Monumente sind Ausdruck der Kultur und Ideologie jungsteinzeitlicher Gesellschaften. Ihre Entstehung und Funktion gelten als Kennzeichen der sozialen Entwicklung. Es ist als Naturdenkmal ausgewiesen.

## Beschreibung
Das restaurierte Hünenbett aus 76 teilweise ergänzten Randsteinen ist 48 Meter lang und 6,5 Meter breit; die Längsachse ist ungefähr nord/süd ausgerichtet (d. h. ca. 17° Ost). Nahe dem nördlichen Ende befindet sich in der Mitte der Einfassung die aus Granitblöcken errichtete Kammer. Ihre Tragsteine sind weitgehend erhalten, während die Decksteine (einst fünf) bis auf einen fehlen. Die an den Ecken aufgestellten Wächtersteine sind nicht original. Der Freudenthalweg führt am Salongrab vorbei.
Der Zugang zur Kammer wird im Osten durch einen Tragstein und Lücken in der Einfassung und zwischen den Kammertragsteinen angedeutet.
So gut erhalten, wie das Hünenbett sich dem Betrachter darbietet, hat es die Zeiten nicht überdauert.
1892 wurde es durch den Hegemeister Schneemann restauriert. Dabei wurden sieben Umfassungssteine ergänzt. An die Nordost- und Südostecke des Bettes stellte er zwei so genannte Wächtersteine. Bei diesen handelte es sich ursprünglich wohl um die Decksteine der Kammer. Der einzige heute vorhandene Kammerdeckstein war in die Kammer gestürzt und wurde 1953 wieder aufgelegt.
Die Ausgrabung durch Ferdinand Frohböse Ende des 19. Jahrhunderts ergab eine Bodenpflasterung in der Kammer. Einige Steine davon wurden durch Feuereinwirkung gespalten. Funde wurden nicht gemacht. In der Umgebung hatte es bis zum 19. Jahrhundert noch mehrere Steingräber gegeben. Von einem weiß man, dass es 1841/42 zerschlagen wurde, um als Fundamentmaterial für die Kirche in Jesteburg zu dienen. In der Nähe des Hünenbettes konnte Willi Wegewitz die Reste eines Ganggrabes in einem Rundhügel ausgraben.

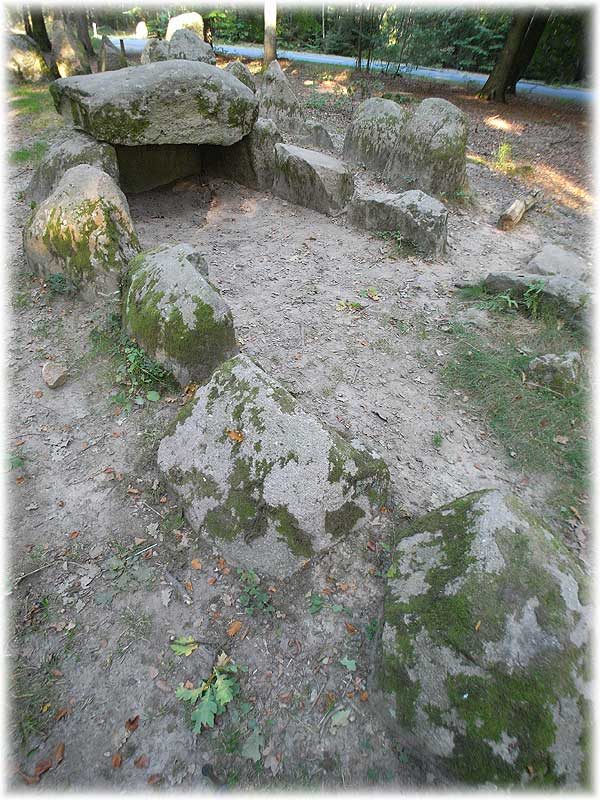
Das Salongrab im Klecker Wald.
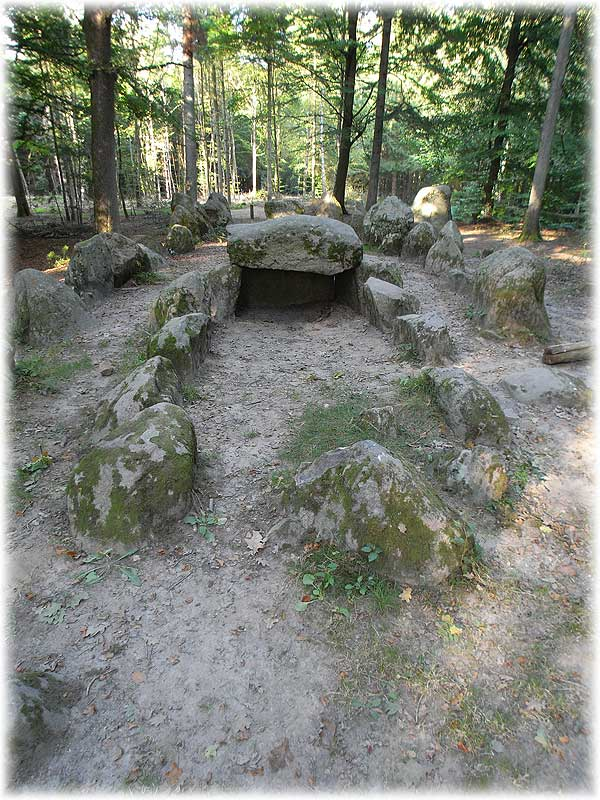
Das Salongrab im Klecker Wald.
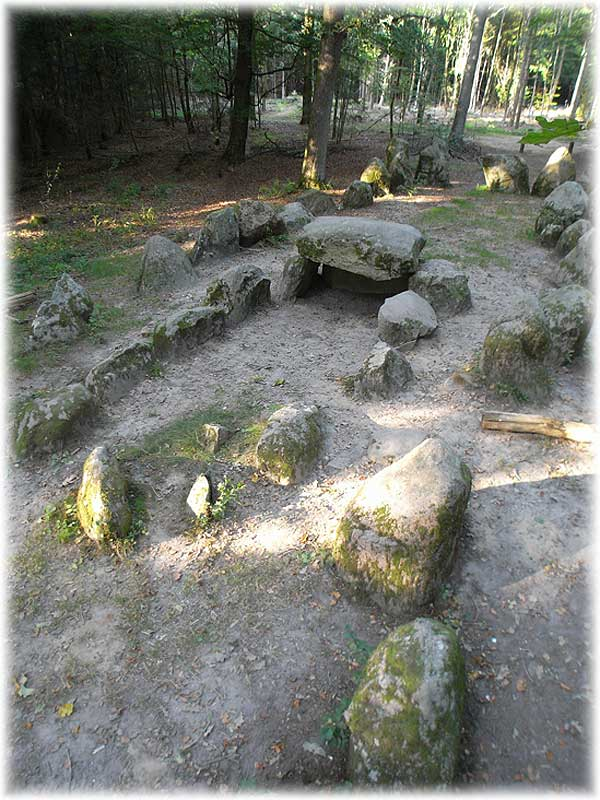
Das Salongrab im Klecker Wald.

Im Mittelalter glaubte man, dass diese Anlage von Hünen (Riesen) erbaut wurde, da man sich nicht erklären konnte, wie solche große Granitsteine angeordnet werden konnten.